# Al-Akhdar Sport Club
Maillots
Actualités
Al-Akhdar Sport Club (en arabe : نادي الأخضر الرياضي), plus couramment abrégé en Al-Akhdar, est un club libyen de football fondé en 1958 et basé dans la ville d'El Beïda.

## Palmarès
| Compétitions nationales                                       |
| ------------------------------------------------------------- |
| - Coupe de Libye : - Finaliste : 1975-76, 2004-05 et 2006-07. |

## Entraîneurs
- 1962-1964 :  Amar Rouaï
- 1978-1980 :  Abdelhamid Zouba
- 2000- 2005 :  Al Tayeb Abu Hafs
- 2007-2008 :  Abdellah Mecheri